# Olle Norell
Johan Olof "Olle" Norell, född 9 maj 1923 i Borgs församling, Norrköping, död 9 december 2005 i Själevads församling, Ångermanland, var en svensk journalist och vissångare. 
Norell växte upp i Örnsköldsvik. Som journalist började han sin bana i veckopressen och var sedan en av de första som arbetade med nyheter i TV, i programmet Aktuellt. Sedan återvände han till Örnsköldsvik och var chefredaktör på Örnsköldsviks allehanda i 23 år, tills han gick i pension.
Vissångaren Olle Norell var en lokalkändis som gav ut minst tre EP-skivor. Vi flytt' int' och Balladen om begravningsfirman Bröderna Byström gavs bägge ut 1969.. 1971 kom även "Hörnäsbanan / Självmördarvalsen. Balladen om Bröderna Byström är en komisk visa och lokal klassiker som handlar om två begravningsentreprenörer som super till på Hotell Knaust i Sundsvall innan de kör hem till Örnsköldsvik med det lik som de kommit för att hämta.
Norell skrev flera böcker om hembygden och var sommarpratare i radio ett par gånger. 